# Артюхов Юрій Борисович
Ю́рій Бори́сович Артюхо́в (нар. 1968, Київ) — генерал-лейтенант запасу. Колишній співробітник органів, призначених для боротьби з корупцією в Україні. У 2015 році звинувачений у корупції, після чого звільнений із силових структур України.

## Освіта
Київське військове інженерне училище (1990); Національна академія СБУ (2000).

## Кар'єра
З 1993 року — від оперуповноваженого до заступника начальника управління Головного управління боротьби з корупцією та організованою злочинністю.
З січня 2007 року — перший заступник начальника УСБУ в м. Києві.
Лютий 2008 — вересень 2009 років — начальник УСБУ в Вінницькій області.
Генерал-майор (серпень 2009).
Вересень 2009 — березень 2010 — начальник УСБУ в Львівській області.
ГУСБУ у м. Києві та Київській області, начальник (з квітня 2014).
23 серпня 2014 року присвоєно військове звання генерал-лейтенанта запасу.
Із 7 липня 2014 року — перший заступник Голови Служби безпеки України — начальник Головного управління по боротьбі з корупцією та організованою злочинністю Центрального управління Служби безпеки України. 19 червня 2015 року, після звинувачень у причетності до корупції, звільнений Указом Президента України Петра Порошенка.

## Звинувачення в корупції
Депутат Верховної Ради України Тетяна Чорновол повідомила, що Юрій Артюхов кришує незаконні поставки нафтопродуктів з окупованої території на територію України, які здійснюють член «Сім'ї» Януковича Едуард Ставицький та народний депутат від групи «Воля народу» Олександр Онищенко.
За даними Павла Різаненка, які він оголосив у червні 2015 року, Юрій Артюхов покривав незаконне знищення людьми сина екс-Президента Віктора Януковича держпідприємства «Радіопередавальний центр» у Броварах.

## Особисте життя
Одружений, має двох дітей.